# Fire (chanson de Jimi Hendrix)
Pour les articles homonymes, voir Fire.
Singles de The Jimi Hendrix Experience
Crosstown Traffic
(1969) Voodoo Child (Slight Return) / Hey Joe-All Along the Watchtower
(1970)
Pistes de Are You Experienced
May This Be Love
(7) Third Stone from the Sun
(9)
Fire est une chanson écrite par Jimi Hendrix et enregistrée par sa formation The Jimi Hendrix Experience au début de 1967. Elle est sortie en 1967 sur l'album Are You Experienced, puis en single deux ans plus tard.
Faisant partie des chansons les plus populaires d'Hendrix, il la jouait fréquemment en concert. Plusieurs enregistrements live sont publiés et la chanson originale est incluse dans de nombreuses compilations Hendrix, telles que Smash Hits (1968), Experience Hendrix: The Best of Jimi Hendrix (1997), Voodoo Child: The Jimi Hendrix Collection (2001) et Fire: The Jimi Hendrix Collection (2010).

## Analyse artistique

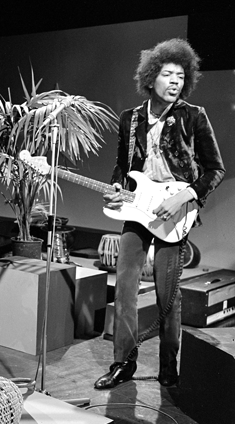
Une performance de Jimi Hendrix pour la télévision nérlandaise le 11 Juin 1967

La version de l'album Are You Experienced contient un solo très court et simple, mais qui était très souvent développé par Hendrix en concert. Elle est décrite comme "un exercice de soul, de rock psychédélique et de percussions polyrythmiques inspirées du jazz" par le critique AllMusic Matthew Greenwald.  
Malgré ses connotations sexuelles, la chanson avait une origine anodine. Noel Redding, bassiste de l'Experience, a invité Hendrix chez sa mère lors d'un froid réveillon du Nouvel An à Folkestone, en Angleterre, après une représentation. Hendrix a demandé à la mère de Noel s'il pouvait se tenir près de sa cheminée pour se réchauffer. Elle a accepté, mais son berger allemand était sur le chemin, alors Hendrix a lancé: "Aw, bouge-toi, Rover, et laisse Jimi prendre le relais". Hendrix a ensuite plaisanté avec les paroles: "La vieille mère Hubbard est allée dans le placard pour trouver un os à son pauvre chien, mais quand elle s'est penchée, Rover a pris le relais, car Rover avait un os à lui! Shakespeare, page 35!"

## Interprètes

### Musiciens
- Jimi hendrix : chant, guitare
- Noel Redding : basse, chœurs
- Mitch Mitchell : batterie

### Personnel technique
- Chas Chandler : producteur
- Dave Siddle : ingénieur du son aux studios De Lane Lea
- Eddie Kramer : ingénieur du son aux studios Olympic, mixage

## Parution et interprétations en concert
Fire fait partie de l'album Are You Experienced qui est publiée pour la première fois le 12 mai 1967 au Royaume-Uni par Track Records. La chanson est remixée en stéréo pour la sortie américaine de l'album le 23 août 1967. En 1969, Elle est publiée en single stéréo au Royaume-Uni avec pour titre "Let Me Light Your Fire" avec la chanson Burning of the Midnight Lamp en face B.
Le 31 mars 1967 sur la scène du London Astoria, Hendrix conclut son show par cette chanson et, sur les conseils du journaliste Keith Altham, immole par le feu sa Stratocaster avant de la fracasser sur le sol. Brûlé légèrement aux deux mains à cette occasion, il doit être hospitalisé, ce qui ne l'empêche pas de reproduire ce rite sacrificiel que les spectateurs attendent de lui.

## Postérité
En 1992, un clip vidéo d'animation a été produit par la réalisatrice Susan Young, basé sur des images d'archives de l'interprétation en concert de Fire par Hendrix lors du festival de l'Île de Wight 1970.
Fire a été plus tard repris par beaucoup d'artistes, notamment Alice Cooper ou les Red Hot Chili Peppers.
Elle a été utilisée plusieurs fois dans des publicités automobiles à la télévision comme pour la marque Chevrolet avec son modèle Camaro en 1993.